# Eugen Hiestand
Eugen Hiestand OSB (* 6. Februar 1901 in Kreuzlingen; † 28. September 1940 in der Tötungsanstalt Grafeneck) war ein Schweizer römisch-katholischer Geistlicher, Benediktiner und Märtyrer.

## Leben
Ernst Reinhard Hiestand wuchs im schweizerischen Kreuzlingen am Bodensee als Sohn eines Packers auf. Er besuchte das Badische Gymnasium in Konstanz und bestand im Juni 1919 das Abitur mit Auszeichnung. Danach studierte er zunächst drei Semester katholische Theologie an der Albert-Ludwigs-Universität Freiburg. 1921 trat er in die Erzabtei Beuron ein und erhielt den Ordensnamen Eugen. Nach der zeitlichen Profess am 17. September 1922 studierte er an der Hochschule der Abtei Maria Laach (wo er Mitbruder von Burkhard Neunheuser war), dann wieder in Beuron. 1925 legte er die feierliche Profess ab, 1926 wurde er zum Priester geweiht.
In der Folge stellten sich Denkstörungen und eine Gemütskrankheit ein. Er glitt in den Status eines Behinderten ab. Im Zuge des von Abt Raphael Walzer verantworteten Konflikts zwischen Beuron und dem Naziregime kam Pater Eugen nach Rottweil in das Vinzenz-von-Paul-Hospital und von da in die Tötungsanstalt Grafeneck in der Schwäbischen Alb. Dort wurde er am 28. September 1940 (wie mehr als 10.000 weitere Opfer) in Erfüllung des nationalsozialistischen Euthanasieprogramms getötet.

## Gedenken
Die deutsche Römisch-katholische Kirche hat Eugen Hiestand als Märtyrer aus der Zeit des Nationalsozialismus in das deutsche Martyrologium des 20. Jahrhunderts aufgenommen.